# Грамотеїно (смт)
Грамоте́їно (рос. Грамотеино) — селище міського типу у складі Біловського міського округу Кемеровської області, Росія.

## Населення
Населення — 12996 осіб (2010; 14366 у 2002).